# Lobelia anceps
Lobelia anceps is een plantensoort uit de klokjesfamilie (Campanulaceae). Het is een kruidachtige plant die een hoogte kan bereiken tot ongeveer 1 meter. De soort bloeit tussen september en mei en heeft dan blauwe, violette en witte bloemen.
De soort komt voor in de subtropische delen van het zuidelijk halfrond, zoals westelijk Zuid-Amerika, Zuid-Afrika, Australië en Nieuw-Zeeland. De plant groeit in kustgebieden en in laagland, en daar veelal op onbeschutte plekken, zoals op rotsachtige kusten, keienstranden, rotswanden en kwelders. Meer landinwaarts groeit de plant langs rivieroevers en rond meren.